# Прича о играчкама 3
Прича о играчкама 3 (енгл. Toy Story 3) америчка је рачунарски-анимирана филмска комедија снимљена у продукцији студија Пиксар за Волт дизни пикчерс. Представља трећи филм из Пиксаровог серијала Прича о играчкама, и наставак Приче о играчкама 2 из 1999. године. Филм је режирао Ли Анкрич, уредник прва два филма из франшизе и ко-режисер филма Прича о играчкама 2, сценарио је написао Мајкл Арнт, док је Анкрич написао причу заједно са Џоном Ласетером и Ендруом Стантоном, односно редитељем и ко-сценаристом прва два филма.
Радња филма се фокусира на Вудија, База Светлосног и њихове пријатеље које њихов власник, Енди, поклања дечијем вртићу, јер се спрема да оде на факултет. Том Хенкс, Тим Ален, Џоун Кјузак, Дон Риклс, Волас Шон, Џон Раценбергер, Естел Харис, Џоди Бенсон, Џон Морис, Лори Мекалф и Р. Ли Ерми вратили су се у гласовној постави филма, као и у претходним филмовима из серијала. Џим Варни, који је позајмљивао глас Слинкију у прва два филма, преминуо је 10. фебруара 2000. године, 10 година пре изласка трећег филма, тако да је улога Слинкија пренета Блејку Кларку. Глумачкој постави се придружују Нед Бити, Мајкл Китон, Вупи Голдберг, Тимоти Далтон, Кристен Шал, Бони Хант и Џеф Гарлин који позајмљују гласове новим ликовима представљеним у овом филму.
Филм је објављен 18. јуна 2010. године у биоскопима, али се широм света емитовао од јуна до октобра исте године, у Дизни дигитал 3Д, РилД и ИМАКС 3Д форматима. Прича о играчкама 3 био је први филм који је у биоскопе објављен са Долби сураунд 7.1 звуком. Као и у претходним деловима, Прича о играчкама 3 добила је критичко признање након објављивања, а критичари су хвалили вокалне перформансе, сценарио, емоционалну дубину приче, анимацију и музички резултат Рендија Њумена.
Ово је постао други Пиксаров (након До неба) и трећи уопште анимирани филм (наокн Лепотица и звер и До неба) који је номинован за Оскар за најбољи филм. Филм је добио још четири номинације за Оскар, за најбољи адаптирани сценарио, најбољу монтажу звука, најбољи анимирани филм и најбољу оригиналну песму, од којих је освојио последња два Оскара. Прича о играчкама 3 је први анимирани филм који је зарадио преко милијарду долара од продаје карата широм света, чиме је постао филм са највећом зарадом 2010. године у Северној Америци као и у многим земљама широм света; такође, у време објављивања, филм је био четврти филм са највећом зарадом, анимирани филм са највећом зарадом, као и Пиксаров најуспешнији филм. Наставак, Прича о играчкама 4, који је режирао Џош Кули, објављен је 21. јуна 2019. године.

## Радња
У Причи о играчкама 3 Вуди, Баз Светлосни и цела екипа играчака поново је на великом платну док се Енди припрема да оде на колеџ, а његове одане играчке се нађу у – дечијем вртићу! Али, те неукроћене горопади са својим лепљивим прстићима уопште се не играју лепо и зато „сви за једног, један за све“ у велико бекство у слободу. Уз нове јунаке – неке пластичне, а неке плишане – који се придружују авантури, укључујући и заводљивог нежењу и Барбиног супарника Kена, злослутног јежа по имену Господин Бодигаћа и ружичастог плишаног меду за грљење са мирисом јагоде, названог Лотсо.

## Улоге
| Име лика               | Оригинални глас                         | Српски глас                                        |
| ---------------------- | --------------------------------------- | -------------------------------------------------- |
| Вуди                   | Том Хенкс                               | Гордан Кичић                                       |
| Баз Светлосни          | Тим Ален                                | Мићко Љубичић                                      |
| Џеси                   | Џоун Кјузак                             | Јелена Стојиљковић                                 |
| Лотсо                  | Нед Бити                                | Воја Брајовић                                      |
| Господин Кромпироглави | Дон Риклс                               | Бранислав Платиша                                  |
| Госпођа Кромпироглава  | Естел Харис                             | Нада Блам                                          |
| Слинки                 | Блејк Кларк                             | Бранко Јеринић                                     |
| Рекс                   | Волас Шон                               | Лазар Дубовац                                      |
| Хем                    | Џон Раценбергер                         | Дубравко Јовановић                                 |
| Барби                  | Џоди Бенсон                             | Андријана Оливерић                                 |
| Кен                    | Мајкл Китон                             | Милан Антонић                                      |
| Енди                   | Чарли Брајт (мали) Џон Морис (тинејџер) | Никола Тодоровић (мали) Андреј Острошки (тинејџер) |
| Госпођа Дејвис         | Лори Мекалф                             | Ана Марковић                                       |
| Моли                   | Бе Милер                                | Ана Поповић                                        |
| Бони                   | Емили Хан                               | Ирина Пејоска                                      |
| Бонина мама            | Лори Ален                               | Јелена Поповић                                     |
| Телефон                | Теди Њутон                              | Даниел Сич                                         |
| Кикотало               | Бад Луки                                | Бора Ненић                                         |
| Барон Бодигаћа         | Тимоти Далтон                           | Србољуб Милин                                      |
| Трикси                 | Кристен Шал                             | Андријана Оливерић                                 |
| Шећерко                | Џеф Гарлин                              | Јакша Ђорђевић                                     |
| Луткица                | Бони Хант                               | Маша Дакић                                         |
| Кљештоња               | Џон Сјган                               | Дарко Томовић                                      |
| Развучени              | Вупи Голдберг                           | Мариана Аранђеловић                                |
| Чанк                   | Џек Ејнџел                              | Предраг Ђорђевић                                   |
| Наредник               | Р. Ли Ерми                              | Предраг Ђорђевић                                   |
| Спаркс                 | Јан Рабсон                              | Милан Антонић                                      |
| Играчка у кутији       | Ли Анкрич                               | Дубравко Јовановић                                 |
| Жаба                   | Џек Вилс                                | Дарко Томовић                                      |

## Наставак
Наставак, назван Прича о играчкама 4, објављен је 21. јуна 2019, а већина главних гласовних улога се вратила. Првобитно је најављено да ће филм режирати Џон Ласетер заједно са ко-режисером Џошом Кулијем, али је у јулу 2017. потврђено да ће Кули ипак бити једини режисер филма. Дон Риклс је требало да се врати у улогу господина Кромпироглавог, али је преминуо пре снимања филма. Кули је касније потврдио да ће се у филму користити архивирани исечци Риклсовог гласа.